# Aeonium
Aeonium (Webb & Berthel., 1840) è un genere di piante succulente appartenente alla famiglia delle Crassulacee, autoctono delle Isole Canarie e dell'Africa, ma introdotto in un areale ben più ampio, che include parte dell'Italia meridionale.
Il nome del genere deriva dal greco aiònios (immortale), poiché utilizzando le riserve delle foglie succulente superano lunghi periodi di dormienza, coincidente con i momenti di siccità. 
Sono piante prevalentemente erbacee perenni o piccoli arbusti con
steli legnosi alla base. 
Alcune specie biennali o monocarpiche.
Formano rosette simmetriche, compatte all’apice di
rami più o meno lunghi. Le foglie sono alterne, disposte in rosette embricate.

## Alcune specie

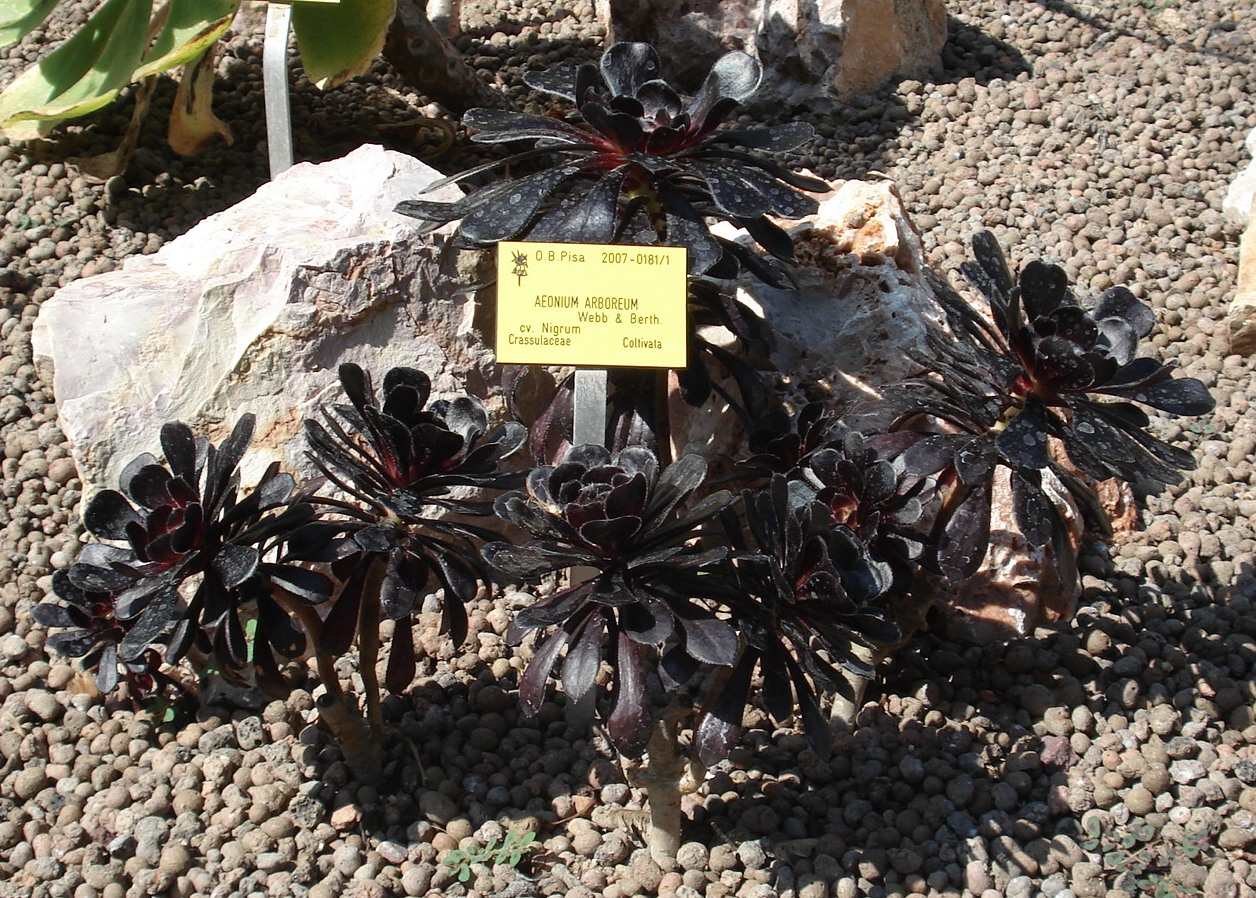
Aeonium arboreum

- Aeonium arboreum – il suo fusto ramificato può raggiungere anche un metro di altezza, le sue lunghe rosette hanno foglie spatolate di colore verde e i fiori sono lunghi racemi (grappoli) di colore giallo-oro.
- Aeonium decorum  – ha forma di cespuglietto molto ramificato con al termine di ogni ramificazione una rosetta con foglie che al sole assumono un colore bronzeo, i suoi fiori sono bianchi con striature rosee.
- Aeonium haworthii – ha forma di cespuglio con ramificazioni legnose che terminano con rosette composte da foglie verdi che assumono una colorazione rossastra alla cima, i suoi fiori sono giallo chiaro.
- Aeonium tabuliforme – pianta nana che ha grandi rosette con foglie che si incastrano le une alle altre. In natura cresce principalmente nelle rocce, i suoi fiori sono gialli.

## Coltivazione
La coltivazione di queste piante richiede un terreno molto drenante composto di terra concimata e sabbia. L'esposizione dovrà essere assolata per permettere la compattezza, l'ispessimento e una bella colorazione delle foglie che si presentano raggruppate sotto forma di rosetta; le annaffiature dovranno essere regolari e solo quando il terreno si presenta asciutto.
Nel periodo invernale la pianta sopporta anche le basse temperature purché sia tenuta al riparo dal gelo. La moltiplicazione avviene per talea avendo cura che venga messa a radicare quando la parte tagliata sia ben asciutta.